# Eriocaulon spectabile
Eriocaulon spectabile är en gräsväxtart som beskrevs av Ferdinand von Mueller. Eriocaulon spectabile ingår i släktet Eriocaulon och familjen Eriocaulaceae. Inga underarter finns listade i Catalogue of Life.